# Violeta de penyal
La violeta de penyal o herba de cabell d'indi (Hippocrepis balearica subsp. balearica) és una planta amb flor de la família de les lleguminoses.

## Característiques
Aquesta planta és un dels endemismes balears més coneguts.
L'aroma de les seves flors és molt agradable i, malgrat el seu nom, les flors són de color groc. Viu a les escletxes de les parets rocoses ombrívoles de Mallorca, Menorca i Cabrera, juntament amb els altres nombrosos endemismes que colonitzen aquest hàbitat.
És una mata amb formes arrodonides, que té les fulles compostes amb nombrosos folíols, un d'ells terminal. Els llegums tenen la típica forma del gènere: cada llavor ocupa un estrangulament del fruit. Floreix prest a la primavera (Febrer-Juliol).